# Prosenice
Prosenice település Csehországban, Přerovi járásban. Prosenice Radslavice, Grymov, Radvanice, Přerov, Osek nad Bečvou és Buk településekkel határos. Lakosainak száma 802 fő (2024. január 1.).

## Népesség
A település lakosságának változását az alábbi diagram mutatja:
| Lakosok száma | 560  | 765  | 905  | 1009 | 939  | 838  | 816  | 789  | 793  | 802  |
|               | 1869 | 1890 | 1921 | 1950 | 1980 | 2001 | 2017 | 2019 | 2022 | 2024 |